# Сент-Мор, Томас, 2-й барон Сент-Мор
Томас де Сент-Мор (англ. Thomas de St Maur; умер после октября 1334) — английский аристократ, 2-й барон Сент-Мор с 1334 года. Старший сын Николаса де Сент-Мора, 1-го барона Сент-Мора, и Элен де ла Зуш. После смерти отца унаследовал обширные владения в Сомерсете, Уилтшире и Глостершире, а также права на баронский титул. Однако Томаса ни разу не вызывали в парламент, так что его не всегда включают в список баронов Сент-Мор. Томас умер бездетным. Его наследником стал младший брат Николас.